# Chaetornis striata
La yerbera estriada (Chaetornis striata) es una especie de ave paseriforme de la familia Locustellidae endémica del subcontinente indio; donde habita en Bangladés, India, Nepal y Pakistán. Esas aves insectívoras se esconden en pastizales altos y densos, a menudo en zonas pantanosas, hábitats amenazados por actividades humanas. Anteriormente considerada una especie sedentaria, puede que la especie sea migratoria, desplazándose al sur y al este en la península India durante el invierno y regresando a los campos de reproducción en las planicies del norte al sur de los Himalayas.

## Descripción

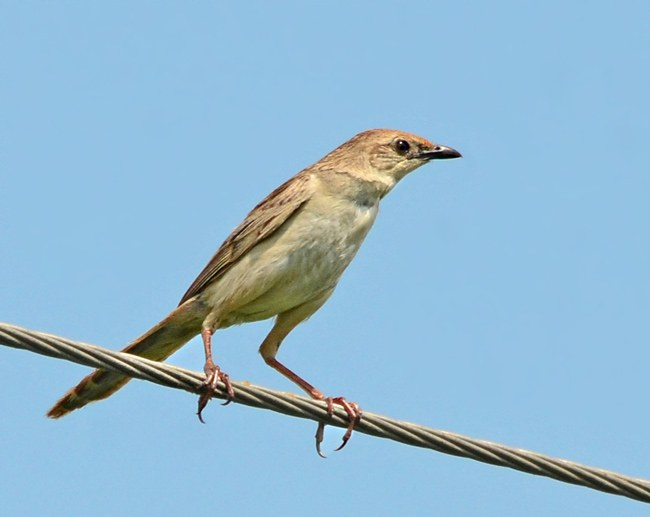
Yerbera estriada (en Dadri).

Es un ave grande y amarronada con amplias franjas oscuras hacia las plumas de su corona y espalda. Las plumas de la cola poseen puntas blancas. Los raquis de las plumas de la cola son oscuros y exhibe nervaduras oscuras en las plumas. Su pico es fuerte. El tarso es marrón y el pico es negro con la mandíbula inferior con un extremo gris azulino. Su lista superciliar es de color ante.

Se cree que las cerdas le proveen protección a los ojos cuando se alimentan en los pastizales densos.

Este género se distingue por tener una zona de piel desnuda entre sus ojos desde la que nace una fila vertical de cinco cerdas tiesas y apuntan hacia adelante. Su denominación genérica Chaetornis deriva del griego chaeto que significa cerdas y ornis que significa ave. La piel desnuda es flexible y se cree que las cerdas protegen el ojo cuando el ave deambula entre los pastos gruesos y densos formando una especie de cajuela o visor sobre el ojo. Las plumas del pecho son tiesas y en algunos individuos el extremo de las mismas es oscuro lo que le da un aspecto de collar. Ambos sexos poseen plumajes similares.

## Distribución y hábitat
El hábitat en el que se encuentra la especie son los pantanos cubiertos de hierba alta. Su área de distribución se extiende principalmente por el norte del subcontinente indio. Anteriormente se citaba como común al menos en Gujarat, Andhra Pradesh, Bengal Occidental, Orissa, Lahore (donde cría en el área de Rakh, partes de Bangladés y Nepal. La especie está amenazada por la destrucción de los herbazales y zonas pantanosas donde habita. Se cree que la especie es principalmente sedentaria con desplazamientos relacionados con las lluvias, aunque puede ser migratoria y criar a lo largo de las planicies ribereñas al sur del Himalaya y pasar el invierno más al este y al sur en la península india.

## Comportamiento
La yerbera estriada es difícil de observar, generalmente se puede ver brevemente en lo alto de una mata de hierba buscando insectos para alimentarse. Los machos se exhiben elevándose alrededor de un metro por encima de la hierba y haciendo zig zag en el aire antes de dejarse caer de nuevo. Además emiten llamadas en vuelo con un chwii-chiw que sube y baja. La época de cría es de mayo a septiembre, cuando construyen un nido de hierba en forma de bola con una abertura encima, en lo alto de una mata de hierba. La puesta normal consta de cuatro o cinco huevos, que incuba solo la hembra. Los huevos son blancos con motas rojas purpúreas.